# Joseph Aoun
Joseph Khalil Aoun (Sin el Fil, 10 de enero de 1964) es un general libanés que se desempeña como el decimocuarto presidente de Líbano desde el 9 de enero de 2025. Anteriormente se desempeñó como el comandante de las Fuerzas Armadas Libanesas desde 2017 hasta 2025.

## Primeros años
Aoun nació el 10 de enero de 1964 en el suburbio de Sin el-Fil, en Beirut, en el distrito de Metn, hijo de Hoda Ibrahim Makhlouta y Khalil Aoun. Aoun terminó la escuela secundaria en el Collège des Frères Mont La Salle. Su familia es originaria de la ciudad de Al-Aaishiyah, en el sur del Líbano.
Aoun se matriculó en la Universidad Libanesa Americana para cursar una licenciatura en ciencias políticas y asuntos internacionales, que obtuvo en 2007. También posee una licenciatura en ciencias militares de la Academia Militar del Ejército Libanés.

## Carrera militar
Aoun se unió al ejército libanés en 1983. Se formó en el extranjero, especialmente en Estados Unidos y Siria. También recibió capacitación contra el terrorismo en los Estados Unidos en 2008 y en Líbano en 2013. Dirigió la novena Brigada de Infantería del ejército desde 2015. 

### Guerra civil libanesa
«Un servicio conmemorativo celebrado para honrar a la Sra. Hoda Ibrahim Makhlouta, la madre del Comandante de las Fuerzas Armadas Libias, el General Joseph Aoun».

### Comandante de las Fuerzas Armadas Libanesas
El papel de Aoun comenzó a aumentar en 2015 cuando fue nombrado comandante de la 9ª Brigada desplegada en la frontera con Israel. El 8 de marzo de 2017, el gobierno libanés lo nombró como comandante en jefe de las Fuerzas Armadas Libanesas, sustituyendo a Jean Kahwaji.
Aoun lideró batallas contra la campaña de ISIS en el este del Líbano, donde cientos de militantes del Frente al-Nusra y el Estado Islámico (ISIS) estaban atrincherados en áreas estériles en la frontera con Siria. El 19 de agosto de 2017 comandó la Operación Jroud Dawn, que fue una exitosa ofensiva para expulsar a los militantes islamistas de sus bastiones.
Tras las protestas en el Líbano y con el bloqueo de la formación de gobierno, el general Aoun pronunció un discurso el 8 de marzo de 2021 sobre la situación local y regional. Se centró en la crisis económica y su impacto en el personal militar y se dirigió a la clase política: «¿Hacia dónde vamos? ¿A qué esperas? ¿Qué planeas hacer? Hemos advertido más de una vez del peligro de la situación». Su discurso se volvió viral en las redes sociales.
El 15 de diciembre de 2023, el parlamento libanés votó a favor de ampliar el mandato de Aoun por un año, lo que fue respaldado principalmente por la oposición libanesa, el Movimiento Amal y el Partido Socialista Progresista. Durante este tiempo, dirigió las Fuerzas Armadas Libanesas durante la invasión israelí del Líbano en 2024. El 28 de noviembre de 2024, el Parlamento votó a favor de prorrogar su mandato por segunda vez.

## Presidencia del Líbano
El 9 de enero de 2025, fue elegido por el parlamento libanés como el decimocuarto presidente del Líbano, poniendo fin al vacío presidencial que afectaba al país desde 2022.
El 13 de enero, el nuevo presidente del Líbano, Joseph Aoun, encargó al presidente de la Corte Internacional de Justicia (CIJ), Nawaf Salam, formar gobierno como nuevo primer ministro del país. Después de que este último hubiera obtenido el apoyo de 84 diputados frente a los nueve apoyos conseguidos por el primer ministro, Najib Mikati, otros 35 diputados, principalmente del partido-milicia chií Hezbolá, se abstuvieron.

## Vida personal
Joseph Aoun está casado con Nehmat Nehmeh y es padre de dos hijos, Khalil y Nour. Habla con fluidez árabe, francés, inglés y español.